# Paramacrobiotus palaui
Espèce
Paramacrobiotus palaui est une espèce de tardigrades de la famille des Macrobiotidae.

## Distribution
Cette espèce est endémique des Palaos.

## Étymologie
Son nom d'espèce lui a été donné en référence au lieu de sa découverte, les Palaos.

## Publication originale
- Schill, Förster, Dandekar & Wolf, 2010 : Using compensatory base change analysis of internal transcribed spacer 2 secondary structures to identify three new species in Paramacrobiotus (Tardigrada). Organisms Diversity & Evolution, vol. 10, no 4, p. 287-296.